# Oie d'Öland
L'oie d'Öland (en suédois : Ölandsgås) est une race d'oie domestique originaire de l'île d'Öland en Suède.

## Histoire
L'élevage d'oie domestique en Suède est constaté depuis l'âge du bronze (500 ans av. J.-C.). L'oie d'Öland est une race d'oie élevée depuis des siècles à l'île Öland et en Gothie (Götaland), où elle était très commune jusque dans les années 1930. Cette race a conservé ses caractéristiques d'origine grâce à la séparation de l'île du continent. C'est ainsi qu'elle a une bonne rusticité et des propriétés maternelles en plus de sa résistance aux intempéries. Elle a bénéficié de l'inscription au standard officiel vers 1920. En Suède, toutes les races d'oie domestique locales ou régionales se sont éteintes du fait de l'industrialisation de l'élevage dans les années 1950. Il ne subsiste plus que deux races suédoises , l'oie d'Öland et l'oie de Scanie (beaucoup plus grosse), toutes les deux issues de l'oie cendrée.

## Nouveau départ
L'ancienne oie d'Öland était petite. L'élevage de l'oie, qui constituait au XIXe siècle une source de revenus complémentaire pour les paysans (duvet, viande), tend à s'effacer avec le renforcement de l'exode rural dans les années 1930. la race est quasi-éteinte dans les années 1960, lorsque l'on redécouvre un petit troupeau encore élevé dans le Midi de la Suède.
Le club suédois de préservation des races de volaille locales (Svenska Lanthönsklubben), fondé en 1986, travaille à la conservation de la race en maintenant notamment une banque de gènes. Il y a désormais une trentaine d'éleveurs en Suède. Le public peut voir également des oies d'Öland à l'écomusée de Västerås(Vallby friluftsmuseum), au zoo de Nordens Ark en Gothie occidentale et à Hunnebostrand sur la côte de Gothie occidentale.

## Description
Le plumage de cette oie de petite à moyenne taille est pie-blanc/brun-gris. Un mâle pèse entre 4,5 et 4,5 kg ; une femelle de 4 à 5 kg. Son bec est orange. Elle pond d'une vingtaine à une trentaine d'œufs par an  pesant entre 150 et 170 grammes. Son gabarit est proche de l'oie fermière danoise, mais le dessin de son plumage est différent et ses yeux sont marron, contrairement à l'oie fermière danoise qui a les yeux bleus.